# Shane Willis
Shane Willis (* 13. Juni 1977 in Edmonton, Alberta) ist ein ehemaliger kanadischer Eishockeyspieler, der während seiner aktiven Karriere unter anderem für die Carolina Hurricanes und Tampa Bay Lightning in der National Hockey League sowie den HC Davos in der Schweizer National League A gespielt hat.

## Karriere
Willis spielte zunächst von 1994 bis 1997 bei den Prince Albert Raiders in der Western Hockey League. Im Verlauf der Saison 1996/97 wechselte er zum Ligakonkurrenten Lethbridge Hurricanes. Im gleichen Jahr wurde er ins East First All-Star Team der WHL gewählt und gewann mit den Hurricanes den President’s Cup. Auch die folgende Spielzeit blieb er in Lethbridge und fand erneut den Weg ins WHL East First All-Star Team. Während der Zeit in der WHL war er insgesamt zweimal im NHL Entry Draft ausgewählt worden. Zunächst 1995 in der dritten Runde an 56. Stelle von den Tampa Bay Lightning, und da ihn diese nicht zur Vertragsunterschrift bringen konnten, im Jahr 1997 in der vierten Runde an 88. Position von den Carolina Hurricanes.
Im Herbst 1998 wechselte der Flügelstürmer schließlich ins Franchise der Hurricanes und spielte für deren Farmteam, die Beast of New Haven, in der American Hockey League. Sein Rookiejahr in der AHl war überaus erfolgreich. Willis wurde mit dem Dudley „Red“ Garrett Memorial Award ausgezeichnet und zudem ins All-Rookie Team sowie First All-Star Team der Liga gewählt. Die Saison 1999/2000 verbrachte er bei den Cincinnati Cyclones in der International Hockey League, bevor er im Herbst 2000 den Sprung in die National Hockey League schaffte. Willis schaffte es auch dort in seiner ersten Spielzeit zu beeindrucken. Erneut fand er den Weg ins NHL All-Rookie Team und wurde im Februar 2001 als NHL-Rookie des Monats ausgezeichnet. Im März 2002 endete Willis Zeit bei den Hurricanes, da er gemeinsam mit Chris Dingman an die Tampa Bay Lightning abgegeben wurde. Im Gegenzug wechselte Torwart Kevin Weekes nach Carolina. Dort kam der Kanadier nur noch selten zum Einsatz. In den folgenden drei Spieljahren zwischen 2002 und 2005 lief er für die Springfield Falcons und Hershey Bears in der AHL auf.
Zur Saison 2005/06 entschied sich Willis ins Ausland zu wechseln und unterschrieb einen Vertrag beim HC Davos aus der Schweizer Nationalliga A. Die Spielzeit beendete er allerdings beim Linköpings HC in der schwedischen Elitserien. Im Sommer 2006 kehrte er schließlich nach Nordamerika zurück. Er absolvierte die Saison 2006/07 bei den Albany River Rats, dem Farmteam der Carolina Hurricanes, in der American Hockey League. Auch hier blieb der Angreifer nur ein Jahr, da er im Sommer 2007 ins Franchise der Nashville Predators wechselte. Für deren Farmteam, die Milwaukee Admirals bestritt er im Saisonverlauf allerdings nur eine Partie. Seine letzte Spielzeit verbrachte er bei seinem Ex-Team, den Springfield Falcons, in der AHL.

### International
Willis vertrat sein Heimatland bei der Junioren-Weltmeisterschaft 1997 in der Schweiz. Dort gewann die kanadische Mannschaft durch einen 2:0-Sieg über den Erzrivalen USA die Goldmedaille. Willis kam dabei in allen sieben Turnierspielen zum Einsatz.

## Erfolge und Auszeichnungen
| - 1997 President’s-Cup-Gewinn mit den Lethbridge Hurricanes - 1997 WHL East First All-Star Team - 1998 WHL East First All-Star Team - 1999 Teilnahme am AHL All-Star Classic - 1999 AHL All-Rookie Team | - 1999 AHL First All-Star Team - 1999 Dudley „Red“ Garrett Memorial Award - 2001 NHL-Rookie des Monats Februar - 2001 NHL All-Rookie Team |

### International
- 1997 Goldmedaille bei der Junioren-Weltmeisterschaft